# Mieczysław Janowski (architekt)
Mieczysław Karol Janowski (ur. 9 marca 1915 we Lwowie, zm. 2 czerwca 1988 w Pobierowie) – polski architekt związany z powojennym Szczecinem, doktor habilitowany nauk technicznych w zakresie architektury i urbanistyki, nauczyciel akademicki.

## Życiorys
Mieczysław Janowski uczęszczał do szkoły podstawowej i średniej we Lwowie; maturę zdał w 1933 w gimnazjum im. Jana Długosza. Studia wyższe ukończył w 1939 na Wydziale Architektury Politechniki Lwowskiej. Podczas II wojny światowej uczestniczył w kampanii wrześniowej, podczas której był dowódcą plutonu łączności. Walczył w obronie Warszawy, a po kapitulacji był jeńcem oflagu w Woldenbergu (obecnie Dobiegniew). Dyplom magistra inżyniera architekta otrzymał na Wydziale Architektury Politechniki Warszawskiej w 1959 w trybie nostryfikacji dyplomu zaginionego w czasie wojny. Na tym samym wydziale w 1975 obronił pracę doktorską Rola struktur przestrzennych w rzucie centralnym w architekturze, ze szczególnym uwzględnieniem problemów mieszkalnictwa i otrzymał stopień naukowy doktora nauk technicznych, a w 1982 – doktora habilitowanego nauk technicznych na podstawie monografii Problemy kształtowania racjonalnej zabudowy jednorodzinnej.
Był uczestnikiem zebrania założycielskiego szczecińskiego Oddziału Stowarzyszenia Architektów Polskich (7.03.1947) i aktywnym członkiem Rady SARP (1957-1975), a także członkiem GSK SARP (1975-81).
Mieczysław Janowski został pochowany na Cmentarzu Centralnym w Szczecinie (kw. 45A-28-11).

## Praca zawodowa
Mieczysław Janowski rozpoczął pracę zawodową w 1938 jako student. W latach 1945–1946 pracował w Warszawie jako projektant Biura Odbudowy Stolicy, następnie był kierownikiem Archiwum Dyrekcji Odbudowy w Gdańsku (1946-1947), kierownikiem budowy, kierownikiem Oddziału Planowania Biura Odbudowy Portów w Szczecinie (1947-1948). Przez 17 lat był Głównym Architektem Miasta Szczecina (1954-1972). Pracował jako starszy projektant Biura Projektowo-Badawczego „Miastoprojekt” w Szczecinie (1972-1974).

## Praca naukowo-dydaktyczna
W latach 1948–1953 był nauczycielem akademickim na Wydziale Architektury Szkoły Inżynierskiej w Szczecinie zatrudnionym kolejno jako asystent, adiunkt i zastępca profesora. W latach 1969-1988 był kierownikiem Zakładu Projektowania Architektonicznego w Instytucie Architektury i Planowania Przestrzennego Politechniki Szczecińskiej. Opublikował 7 prac naukowo-studialnych, 1 podręcznik, 21 artykułów naukowych i 5 patentów. Jest także współautorem książki Szczecin 1945 i dziś. Wyd. Interpress Warszawa 1968, 129 ss. (wsp. Janusz Lisek, Bohdan Skłodowski).
Uczestniczył w krajowych i zagranicznych konferencjach naukowych, wygłaszając ponad 30 referatów. Wypromował 5 doktorów nauk technicznych i ponad 120 magistrów inżynierów architektów.

## Wybrane projekty[2][4][8]
- budynek mieszkalny, ul. Krzywoustego 60 w Szczecinie (1961-64)
- osiedle Grunwaldzkie w Szczecinie (1960-64) – bloki przy ul. Jacka Malczewskiego 17-21 (wsp. Tadeusz Lis)
- Muzeum Morskie w Szczecinie
- rektorat Pomorskiej Akademii Medycznej w Szczecinie
- bosmanat portu w Świnoujściu
- latarnia morska w Niechorzu
- Powszechny Dom Towarowy w Szczecinie
- budownictwo jednorodzinne (1965-1982)
- szkoła podstawowa 7-izbowej z zestawu elementów przydatnych dla typizacji (1961) – II nagroda równorzędna
- urbanistyczno-architektoniczne rozwiązanie Placu Przyjaźni Polsko-Radzieckiej w Szczecinie (1964) – (wsp. Janusz Lisek, Ludwik Kołodziejczyk, Bogusław Herman) – wyróżnienie I stopnia równorzędne
- opracowanie koncepcji programowo-przestrzennej i technicznej osiedla przyszłościowego Radzionków w woj. katowickim (1974) – (wsp. Krzysztof Janowski) – wyróżnienie II stopnia równorzędne
- Pomnik Czynu Żołnierskiego 1939-45 w Dobiegniewie[9] (odsłonięty 2 września 1979)
- Muzeum Polskich Jeńców Wojennych w Dobiegniewie

## Odznaczenia i wyróżnienia[4][5]
- Krzyż Oficerski Orderu Odrodzenia Polski (1980)
- Krzyż Kawalerski Orderu Odrodzenia Polski (1959)
- Odznaka Honorowa Gryfa Pomorskiego
- Złoty Krzyż Zasługi (1956)
- Medal 10-lecia Polski Ludowej (1954)
- Medal 30-lecia Polski Ludowej (1974)[10]
- Odznaka Zasłużony Działacz Kultury (1977)
- status twórcy nadany przez Ministra Kultury i Sztuki za całokształt pracy twórczej (1980)[10]
- wyróżnienie SARP I stopnia (1955)[1]
- honorowy obywatel Dobiegniewa

## Zdjęcia

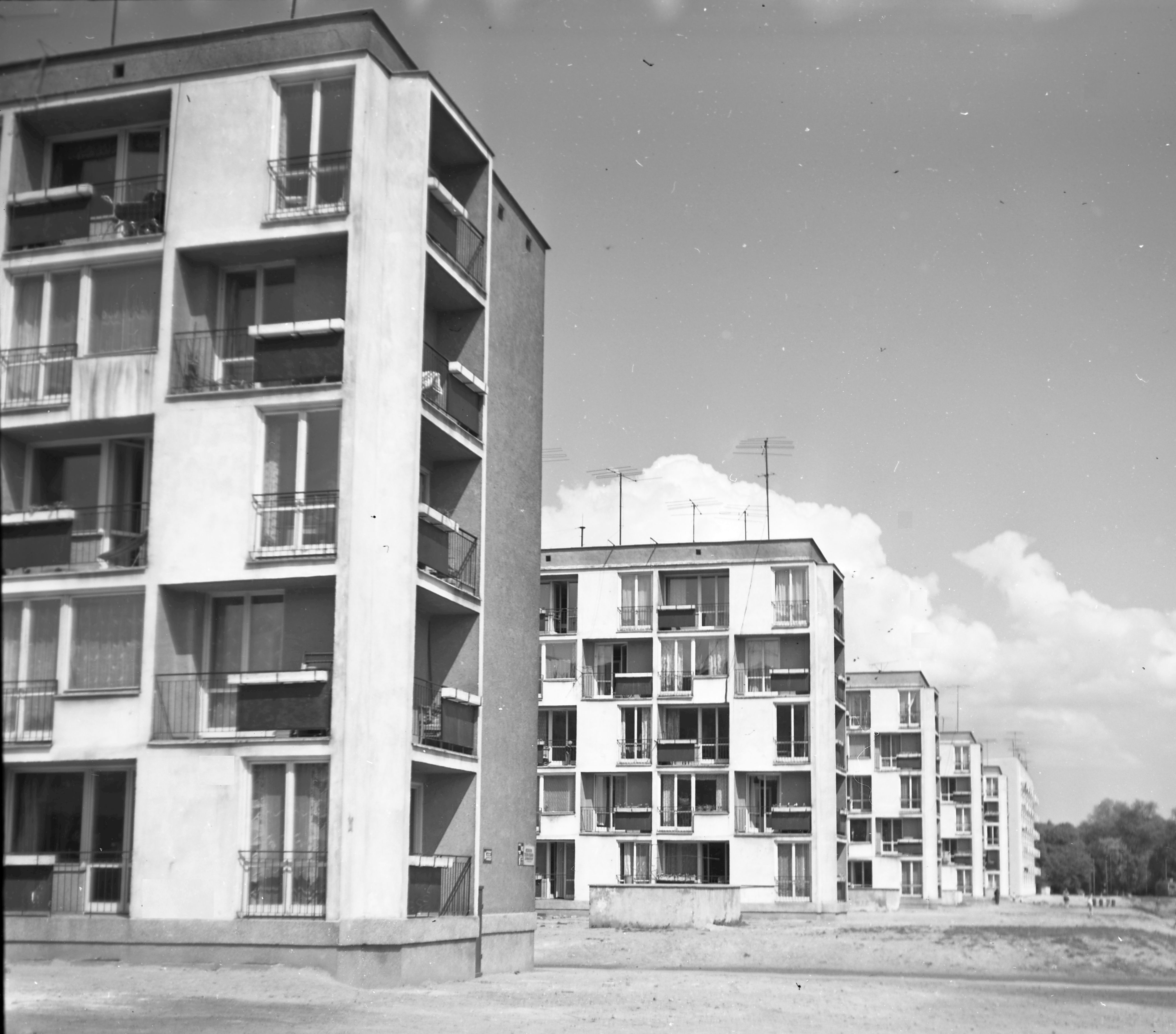
Bloki przy  ulicy Malczewskiego 17-21
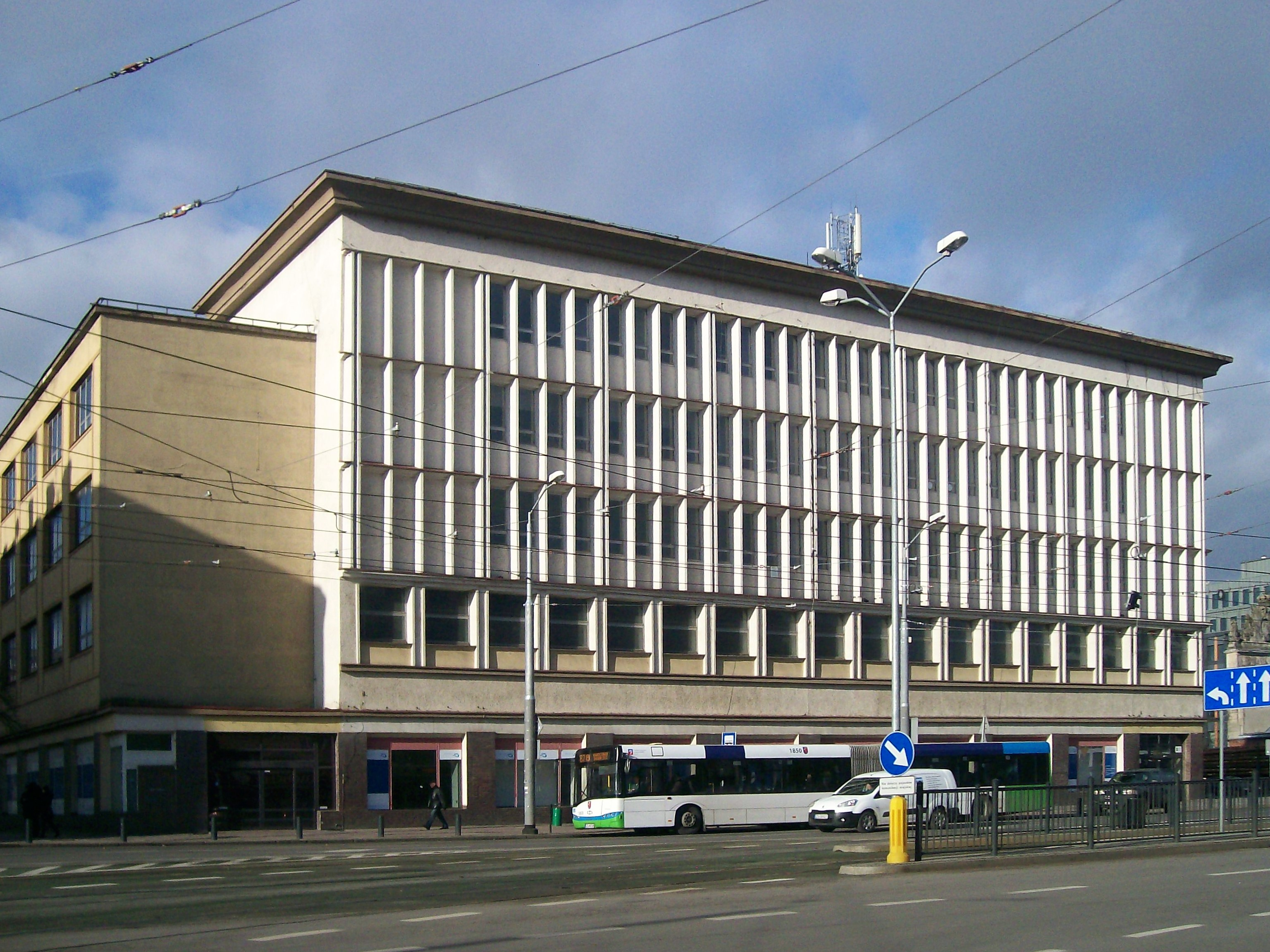
Powszechny Dom Towarowy w Szczecinie
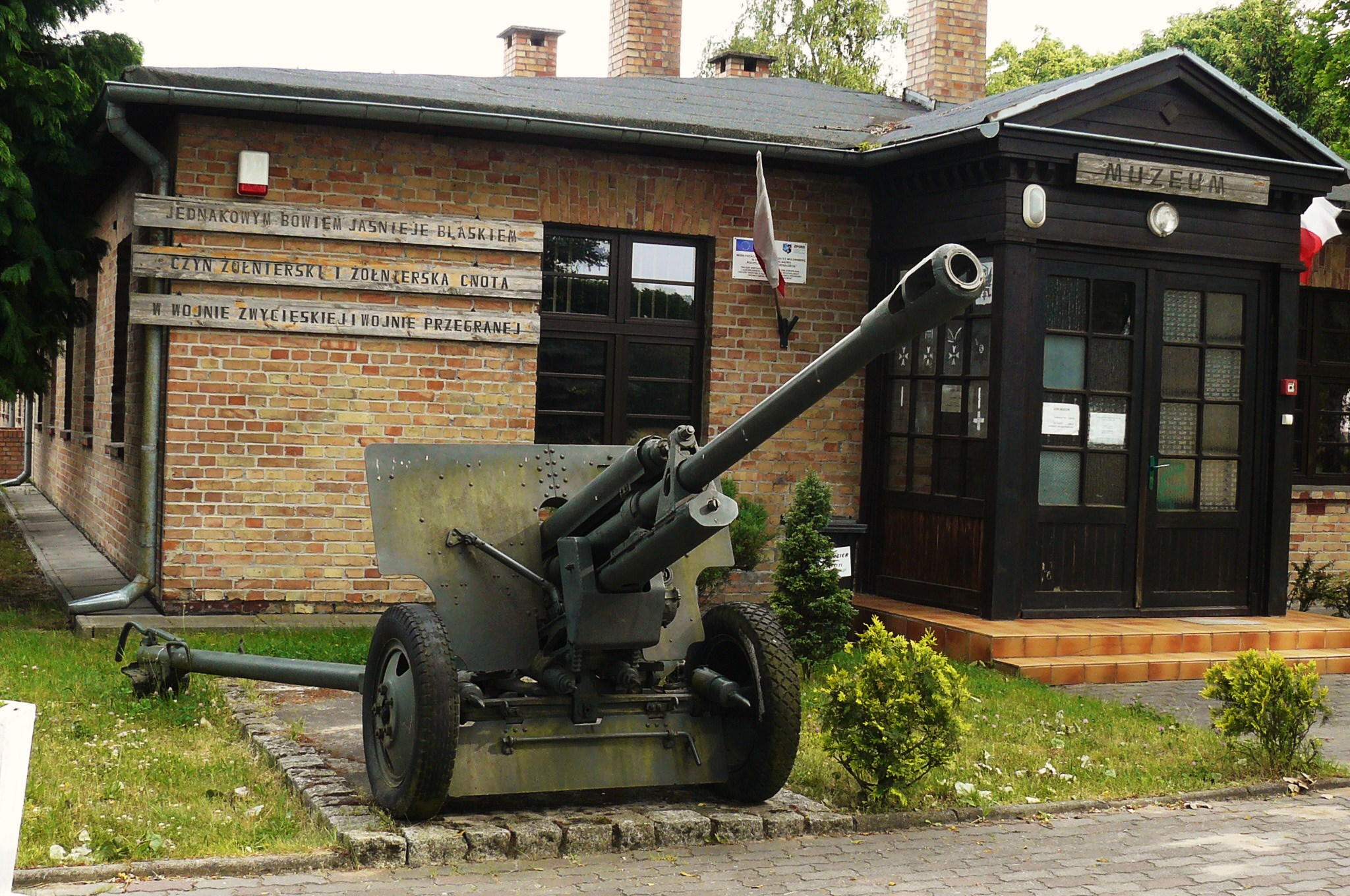
Muzeum w Dobiegniewie
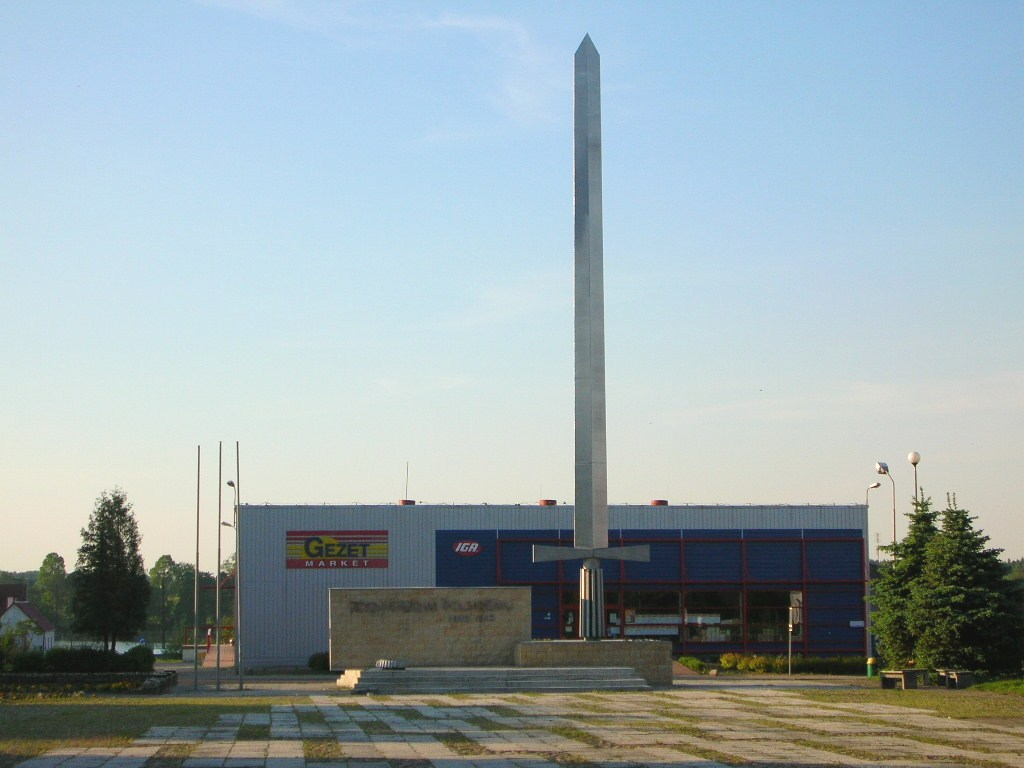
Pomnik Czynu Żołnierskiego w Dobiegniewie